# Rotello
Rotello är en ort och kommun i provinsen Campobasso i regionen Molise i Italien. Kommunen hade 1 199 invånare (2018).